# Плитко езеро
Плитко езеро (на руски: Мелкое озеро), наричано също Хорги-Кюел или Карги-Кюел, е сладководно езеро в Азиатската част на Русия, разположено в югозападната част на Таймирски Долгано-Ненецки район на Красноярски край.
С площ от 270 km2 езерото е 8-ото по големина в Красноярски край и 44-то по също по площ в Русия
Плиткото езеро е разположено в северозападната част на платото Путорана, на територията на Таймирския (Долгано-Ненецки) автономен окръг на Красноярски край, на 44 m н.в., на 25 km източно от град Норилск. То има тектонски произход и заема дъното на широка котловина между западните разклонения на платото Путорана. Бреговата линия е слабо разчленена и дължината ѝ е 98 km. Бреговете му са предимно ниски, на места заблатени. Дъното е пясъчно. Има няколко острова, в т.ч. Дълги, Колхозник, Чаячий.
Площта на водното огледало е 270 km2, обемът 0,95 km3, дължина от югозапад на североизток 30 km, ширина до 11 km. Средна дълбочина 3,9 m, максимална – 22 m.
Водосборният басейн на Плиткото езеро е 12 100 km2. Основно се подхранва от три по-големи реки: Дълбока (Диринг-Юрях, 18 km), изтичаща от Дълбокото езеро и вливаща се от юг; Аякли, вливаща се от север; Лама (17 km), изтичаща от езерото Лама и вливаща се от североизток. От крайния западен ъгъл на езерото изтича река Норилска, вливаща се в езерото Пясино, а от него изтича голямата река Пясина, вливаща се в Карско море.
Подхранването на езерото е снежно-дъждовно. Пролетното покачване на езерното ниво започва още преди размразяването му, като максимумът настъпва през юли, а минимумът е през април. В началото на октомври Плиткото езеро изцяло замръзва и ледената покривка се задържа 240 – 270 дни. Размразява се в края на юни или началото на юли.
Богато на риба. По бреговете и във водосборния му басейн няма населени места. Почти недокоснатата от човешката дейност околност на езерото привлича множество туристи и е място за отдих.
Първото изследване на Плиткото езеро е извършено през 1921 г. от руския геолог Николай Урванцев, а топографът на експедицията Базанов извършва първото му топографско картиране.

## Топографски карти
- Лист от карта R-45-XXIII,XXIV Норильск. Мащаб: 1 : 200 000. Указать дату выпуска/состояния местности.
- Лист от карта R-45-XXIX,XXX Медвежка. Мащаб: 1 : 200 000. Указать дату выпуска/состояния местности.